# Ringsö, Strängnäs kommun
Ringsö är en ö i Mälaren i Ytterselö socken i Strängnäs kommun, öster om Selaön. Ringsö har en yta av 1,9 kvadratkilometer.
Ringsö hade länge bofast befolkning, innan den avfolkades 1945. Under 1970-talet började en omfattande fritidshusbebyggelse på ön; idag finns över 200 tomter här. Omkring 1995 fick Ringsö åter bofast befolkning, sedan en del av sommargästerna omvandlat sina fritidshus till permanentboenden. 2012 fanns sex helårsboende på Ringsö.